# Olympia Cavi
Olympia Cavi és una formació geològica de tipus cavus a la superfície de Mart, localitzada amb el sistema de coordenades planetocèntriques a 85.88 ° latitud N i 247.56 ° longitud E, que fa 342.78 km de diàmetre. El nom va ser aprovat per la UAI l'any 2006 i fa referència a una característica d'albedo.